# علی آباد (کوثر)
علی‌آباد یک روستا در ایران است که در دهستان سنجبد غربی واقع شده‌است. علی‌آباد ۱۰۰ نفر جمعیت دارد.